# Балакин, Георгий Николаевич
Гео́ргий Никола́евич Бала́кин — советский партийный и государственный деятель. Делегат XXII и XXIII съездов КПСС.

## Биография
Родился в 1916 году.
С 1936 года — на хозяйственной, советской и партийной работе: прораб на стройках города Омска, начальник стройконторы, заместитель председателя Омского горисполкома, председатель исполкома Советского районного Совета депутатов трудящихся, заместитель секретаря Омского горкома КПСС по строительству, секретарь Омского горкома ВКП(б), заместитель председателя Приморского крайисполкома, секретарь Приморского крайкома КПСС.
- 1961 — 1.1963 — 2-й секретарь Приморского краевого комитета КПСС.
- 1.1963-12.1964 — 2-й секретарь Приморского промышленного краевого комитета КПСС.
- 12.1964-2.1970 — 2-й секретарь Приморского краевого комитета КПСС.
- 2.1970-8.1974 — председатель Исполнительного комитета Приморского краевого Совета.
- 8.1974-1975 — начальник Отдела кадров Министерства речного флота РСФСР.

С 1975 — заместитель министра рыбной промышленности РСФСР.
Умер в 1986 году.

## Сочинения
- Балакин, Георгий Николаевич. О повышении роли Советов [Текст]. — Владивосток : Дальневост. кн. изд-во, 1967. — 35 с.; 20 см.